# Spuikom (Oostende)
De Spuikom is een waterplas van ongeveer 80 ha in de Belgische havenstad Oostende (provincie West-Vlaanderen), vanaf 1900 gegraven om als spuikom te dienen. De Spuikom ligt in de Vuurtorenwijk en grenst aan buurgemeente Bredene. Het is nu een belangrijke plaats voor watersportrecreatie, zoals vissen, zeilen, duiken, en surfen, 

## Geschiedenis
Tot begin 19e eeuw werden de achterliggende polders gebruikt als natuurlijk spoelreservoir om de havengeul voldoende diep te houden. Onder impuls van Napoleon werden deze polders drooggelegd en verschillende spuikommen werden aangelegd.
In 1894, toen bleek dat de vier vorige spuikommen niet voldeden, was er een akkoord voor de aanleg van de huidige spuikom. De aanleg begon in 1900. Deze spuikom werd echter nooit gebruikt om de aanslibbing van de haven van Oostende tegen te gaan.
In 1912, bij de eerste proefspuiingen, bleken de opgewekte stromingen schade aan te richten aan de kademuren.
Op het einde van de Eerste Wereldoorlog werd de spui-inrichting vernietigd en in 1926 werd beslist om deze niet meer te herstellen.